# Catriel
Catriel – miasto w Argentynie, w prowincji Río Negro, w departamencie General Roca.
Według danych szacunkowych na rok 2010 miejscowość liczyła 17 584 mieszkańców.